# O Problema É Meu
"O Problema É Meu" é uma canção da cantora pop brasileira Kelly Key com a participação do DJ e produtor brasileiro Mister Jam, com quem já havia trabalhado anteriormente em "Indecisão (Mr. Jam Remix)". Lançada em 28 de maio de 2011, a faixa é focada na sonoridade electropop e house music. Composta e produzida por Mister Jam, a faixa repete o trabalho de sucesso realizado entre composição e produção de "Falling for U" com a participação da cantora brasileira Wanessa Camargo, o qual o DJ criou em 2010. A canção contem samples em seu refrão de "Come Clean", da estadunidense Hilary Duff, não sendo uma versão, porém tendo uma base em cima da faixa. No Hot G Music ou Top 25 GLBT, parada do Ômega Hitz, a canção alcançou a vigésima quinta posição.

## Composição e lançamento
A canção foi composta por pelo DJ e produtor Mister Jam, que também trabalha como músico e compositor, tanto na composição quanto nos créditos como participação, contendo samples em seu refrão de "Come Clean", da estadunidense Hilary Duff, não sendo uma versão, porém tendo uma base em cima da faixa. Em termos de musicalidade "O Problema é Meu" é uma canção moderadamente rápida, com batidas regulares nas estrofes que se intencificam no refrão, aumentando o ritmo da canção, tendo um total de 120 batidas por minuto. Escrita em B Major com uma sequencia G#mj7—E2—G#mj7 em progressão de acordes, a canção permite alcançar notas que vão de F#3 à B4. No programa Game Show de Verão, na Rede Record, Kelly afirmou que a canção era um grito de liberdade para todas as pessoas, heterossexuais ou homossexuais, que se sentiam reprimidas ou submissas, para que saissem para dançar em um clube noturno sem dar satisfações. Postriormente Kelly Key afirmou no programa Pheeno TV que a canção trazia um sample de uma canção de Hilary Duff, sendo uma canção de protesto também para os gays, que não devem satisfação para a vida alheia. 
A faixa também foi produzida pelo DJ nos estúdios da JamWorks Music, gravadora independente voltada principalmente à música electropop e house music, conhecida por lançar Lorena Simpson, Filipe Guerra e Alexxa, que tamb[em assina o lançamento de Kelly Key. Mister Jam já havia trabalhado com a cantora no single anterior, "Indecisão (Mr. Jam Remix), onde remixou a canção original do álbum para o lançamento, além de ser conhecido pelos trabalhos com cantoras como a brasileira Alexxa, a italiana Eliza G e principalmente o single "Falling For U" com participação de Wanessa.
Em 14 de fevereiro de 2011 a cantora divulgou em seu myspace um teaser de 30 segundos da nova canção, que viria a ser liberada como prévia em 24 de fevereiro. Porém foi apenas em 28 de maio que foi lançada como single oficial para download digital, através de seu site e de seu twitter, além de ser enviada às rádios para airplay. Em 5 de junho a canção chegou à maior rádio GLS do país, a Ômega Hitz.

## Dilvulgação e desempenho
Kelly Key performou a canção pela primeira vez em 22 de janeiro de 2011 no programa Game Show de Verão, desdobramento do Hoje em Dia realizado na praia do Rio de Janeiro, o qual era apresentadora. Na ocasião a canção ainda era apenas uma faixa demo não-finalizada, além de não ter sido lançada como single ou disponibilizada para download digital ainda. Em 8 de abril, pouco antes de lançar a canção oficialmente, a cantora passou pelo programa Pheeno, na TV Online Pheeno TV, transmitido pelo site e direcionado ao público GLS, onde comentou sobre a canção que seria lançada pela primeira vez. Na ocasião gerou-se uma grande confusão quando ficou dito de forma errada que Kelly Key estaria largando a carreira, explicado no blog da cantora logo depois que apenas estaria passando por uma reformulação.
Em 25 de junho a cantora participou do programa Legendários, onde concedeu uma entrevista para João Gordo em seu quadro que bate-papo com celebridades. Na ocasião, além da turnê In The Night Tour, Kelly Key comentou sobre o processo de criação da canção e falou sobre a nova fase em sua carreira, entrevista realizada à beira da piscina de sua casa. No mesmo programa a cantora foi ao palco cantar o single junto com quatro dançarinos. Em 27 de junho a cantora participou do programa Show do Tom, de Tom Cavalcanti, onde performou a canção e participou dos quadros. Já em 2 de julho a cantora fará sua principal apresentação no programa O Melhor do Brasil para divulgar a canção, levando seis dançarinos e preparada com uma roupa especial para a performance.
Outra divulgação realizada para a canção foi a entrevista de Kelly Key na Revista Junior, maior revista voltada ao público GLS, onde conversou sobre o lançamento do single. Em 5 de junho a canção foi tocada pela primeira vez na rádio Ômega Hitz, a maior rádio GLS do país, onde foi deixada para ser a última executada na programação para segurar os ouvintes. Logo após foi adicionada por outras grandes rádios do circuito como a E-Balada e a Vibe Hitz, onde ganhou destaque. 

### In the Night Tour
Em 16 de abril de 2011 Kelly Key estreou sua turnê por boates GLS, intitulada In The Night Tour, onde acrescentou ao set list dos shows seu novo single. Os shows promovidos pela turnê em clubes noturnos tiveram como intenção adequar-se ao trabalho feito por cantoras como Wanessa e Lorena Simpson, voltado ao público Gay, sendo oportuno para divulgar a nova faixa. A primeira performance da canção realizou-se em 16 de abril de 2011, na boate Blue Space, em Brasília, Distrito Federal. Logo após a cantora passou ainda pela Le Boy, a principal casa noturna GLBT do Rio de Janeiro, onde performou a canção com grande aceitação. A aparesentação mais importante do single deu-se na Blue Space em São Paulo, maior concentração do público-alvo, passando ainda pela Liquid Love em Santos para fechar a primeira fase de divulgação da canção antes de leva-la para a televisão.

## Lista de faixas
- Download digital[1]

1. "O Problema É Meu" (part. Mister Jam) — 3:27

- Remixes

1. "O Problema É Meu" (Mister Jam Remix) — 3:40

## Créditos
- Vocais – Kelly Key
- Compositor – Mister Jam
- Produtor musical – Mister Jam
- Instrumentos e programação – Mister Jam
- Arranjo vocal – Felipe de Mello
- Gravação – Mister Jam
- Mixagem – Mister Jam

## Histórico de Lançamento
| País   | Data                    | Formato                   |
| ------ | ----------------------- | ------------------------- |
| Brasil | 24 de fevereiro de 2011 | Prévia                    |
| Brasil | 28 de maio de 2011      | download digital, Airplay |